# Sądy wojskowe (Polska)
Sąd wojskowy – organy wymiaru sprawiedliwości Sił Zbrojnych Rzeczypospolitej Polskiej.

## Sądownictwo wojskowe po roku 1989
W Polsce sądownictwo wojskowe zostało powołane do sprawowania wymiaru sprawiedliwości w Siłach Zbrojnych RP. Ustrój sądownictwa wojskowego reguluje ustawa z 21 sierpnia 1997 roku – Prawo o ustroju sądów wojskowych (Dz.U. z 2020 r. poz. 1754) natomiast postępowanie przed sądami wojskowymi, w tym to, jakie sprawy (o które przestępstwa) rozpoznawane są przez sądy wojskowe, uregulowane jest w dziale XV Kodeksu postępowania karnego. Dział ten zawiera przepisy proceduralne stosowane wyłącznie przed sądami wojskowymi, ale jednocześnie w szerokim zakresie nakazuje stosowanie przed tymi sądami przepisów pozostałych działów kodeksu postępowania karnego. Postępowania przed sądami wojskowymi toczą się więc w znacznej części na podstawie tych samych przepisów, które regulują postępowanie przed sądami powszechnymi (zob. art. 646 k.p.k.). W części wojskowej Kodeksu karnego (od art. 317 k.k.) opisano z kolei reguły prawa karnego materialnego odnoszące się do żołnierzy, w tym opisano zbiór czynów zabronionych jako przestępstwa, których sprawcą może być wyłącznie żołnierz (a inne osoby – np. pracownicy wojska – tylko wyjątkowo, gdy wynika to z przepisów szczególnych).
Podobnie, jak w innych krajach, polskie sądownictwo wojskowe jest sądownictwem szczególnym, właściwym tylko dla określonego rodzaju sprawców – przede wszystkim żołnierzy, a tylko marginalnie dla osób cywilnych.
Organami sądownictwa wojskowego są sądy wojskowe. Sędzią sądu wojskowego może być oficer pełniący zawodową służbę stałą. Są oni powoływani przez Prezydenta Rzeczypospolitej Polskiej na wniosek Krajowej Rady Sądownictwa.
Obecnie – inaczej niż to było w poprzednim systemie – Żandarmeria Wojskowa nie pełni roli służebnej wobec sądownictwa wojskowego.

### Właściwość sądów wojskowych
Zgodnie z art. 647 Kodeksu postępowania karnego orzecznictwu sądów wojskowych podlegają sprawy:
1. żołnierzy służby czynnej o:
  1. przestępstwa przeciwko obowiązkowi pełnienia służby wojskowej, zasadom dyscypliny wojskowej, zasadom postępowania z podwładnymi, zasadom obchodzenia się z uzbrojeniem i uzbrojonym sprzętem wojskowym, zasadom pełnienia służby, mieniu wojskowemu,
  2. przestępstwa popełnione przeciwko organowi wojskowemu lub innemu żołnierzowi,
  3. przestępstwa popełnione podczas lub w związku z pełnieniem obowiązków służbowych, w obrębie obiektu wojskowego lub wyznaczonego miejsca przebywania, ze szkodą dla wojska lub z naruszeniem obowiązku wynikającego ze służby wojskowej – z wyjątkiem przestępstw popełnionych na szkodę osoby nie będącej żołnierzem,
2. pracowników cywilnych wojska o przestępstwa przeciwko zasadom pełnienia służby i przeciwko mieniu wojskowemu,
3. żołnierzy sił zbrojnych państw obcych, przebywających na terytorium RP, oraz członków ich personelu cywilnego (pracownicy cywilni wojska), o przestępstwa popełnione w związku z pełnieniem obowiązków służbowych, chyba że umowa międzynarodowa, której Rzeczpospolita Polska jest stroną, stanowi inaczej.

Z mocy art. 648 Kodeksu postępowania karnego sądy wojskowe rozpoznają także sprawy o:
1. współdziałanie w popełnieniu przestępstw określonych wyżej w punkcie 1.1,
2. przestępstwa poplecznictwa i paserstwa – jeżeli czyn pozostaje w związku z przestępstwem wskazanym wyżej w punkcie 1.1,
3. inne przestępstwa, jeśli ustawy tak stanowią.

Z mocy przepisu przejściowego (art. 12 ustawy – Przepisy wprowadzające Kodeks postępowania karnego) do dnia wejścia w życie art. 647 Kodeksu postępowania karnego, czyli do 1 stycznia 2008, sądy wojskowe rozpoznawały sprawy żołnierzy w czynnej służbie wojskowej o wszelkie przestępstwa popełnione w czasie pełnienia tej służby.
Z mocy art. 10 Kodeksu postępowania w sprawach o wykroczenia wojskowe sądy garnizonowe rozpoznają w pierwszej instancji sprawy o wykroczenia popełnione przez:
1. żołnierzy w czynnej służbie wojskowej,
2. żołnierzy sił zbrojnych państw obcych, przebywających na terytorium Rzeczypospolitej Polskiej oraz członków ich personelu cywilnego, jeżeli pozostają w związku z pełnieniem obowiązków służbowych, o ile ustawa lub umowa międzynarodowa, której Rzeczpospolita Polska jest stroną, nie stanowi inaczej.

Zgodnie z wymogiem Konstytucji sądownictwo wojskowe jest co najmniej dwuinstancyjne (zasada instancyjności).
- Wojskowy sąd garnizonowy „odpowiada” sądowi rejonowemu. Wojskowy sąd garnizonowy orzeka w pierwszej instancji we wszystkich sprawach, z wyjątkiem spraw przekazanych ustawą do właściwości innego sądu. Sądy te rozpoznają także środki odwoławcze (zażalenia) od orzeczeń i zarządzeń wydanych w postępowaniu przygotowawczym przez prokuratora do spraw wojskowych lub upoważnione organy wojskowe (np. żołnierza Żandarmerii Wojskowej).

- Wojskowy sąd okręgowy „odpowiada” sądowi okręgowemu, a zatem rozpoznaje apelacje i zażalenia na orzeczenia lub zarządzenia wydane w wojskowym sądzie garnizonowym. Wojskowy sąd okręgowy orzeka w pierwszej instancji w sprawach o przestępstwa:

1. popełnione przez żołnierzy posiadających stopień wojskowy majora i wyższy (tj. wszystkich oficerów starszych, generałów i admirałów oraz Marszałka Polski),
2. podlegające w postępowaniu przed sądami powszechnymi właściwości sądu okręgowego oraz w szczególnym przypadku dezercji a także czynnej napaści na przełożonego z użyciem broni,
3. popełnione przez żołnierzy sił zbrojnych państw obcych oraz ich personelu cywilnego,
4. inne na podstawie przepisów szczególnych.

Wojskowy sąd okręgowy orzeka także jednoosobowo w przedmiocie tymczasowego aresztowania w stosunku do żołnierzy posiadających stopień wojskowy majora i wyższy (w stosunku do pozostałych orzeka o tym wojskowy sąd garnizonowy).
- Sąd Najwyższy – Izba Karna rozpoznaje (do 2018 r. rozpoznawała Izba Wojskowa, która została zniesiona)

1. apelacje i zażalenia na orzeczenia lub zarządzenia wydane w wojskowym sądzie okręgowym,
2. kasacje,
3. sprawy przewidziane dla sądów apelacyjnych (tj. apelacje i zażalenia od orzeczeń i zarządzeń wydanych w wojskowym sądzie okręgowym jako sądzie pierwszej instancji),
4. inne sprawy przekazane przez ustawę Sądowi Najwyższemu.

### Struktura sądownictwa wojskowego w Polsce
Stan na 9 maja 2014 roku
Wojskowy Sąd Okręgowy w Poznaniu
- Wojskowy Sąd Garnizonowy w Gdyni
- Wojskowy Sąd Garnizonowy w Poznaniu

- Wojskowy Sąd Garnizonowy w Szczecinie
- Wojskowy Sąd Garnizonowy we Wrocławiu

Wojskowy Sąd Okręgowy w Warszawie
- Wojskowy Sąd Garnizonowy w Lublinie
- Wojskowy Sąd Garnizonowy w Olsztynie
- Wojskowy Sąd Garnizonowy w Warszawie

### Nadzór nad sądami wojskowymi
Nadzór w zakresie organizacji i działalności administracyjnej nad sądami wojskowymi sprawuje Minister Sprawiedliwości.
Nadzór w zakresie czynnej służby wojskowej sędziów, asesorów i aplikantów sądów wojskowych sprawuje Minister Obrony Narodowej.

### Organy sądów wojskowych
Organami sądów wojskowych są:
- w wojskowych sądach okręgowych:
  - prezes sądu
  - kolegium wojskowego sądu okręgowego
- w wojskowych sądach garnizonowych:
  - prezes sądu.